# Algernon Percy, 6. Duke of Northumberland

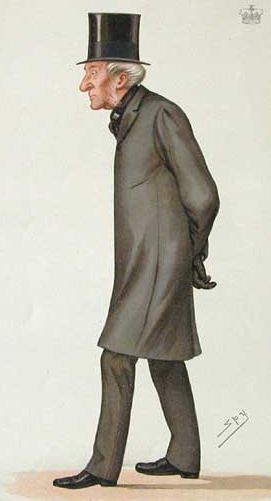
Algernon George Percy, 6. Duke of Northumberland (Karikatur in der Zeitschrift Vanity Fair vom 14. Juni 1884)

Algernon George Percy, 6. Duke of Northumberland KG PC DL JP (* 20. Mai 1810; † 2. Januar 1899) war ein britischer Politiker der konservativen Tories sowie zuletzt der Conservative Party, der zwischen 1831 und 1832 sowie erneut von 1852 bis 1867 Mitglied des House of Commons war und 1859 das Amt des Paymaster General sowie des Vize-Handelsministers (Vice-President of the Board of Trade) bekleidete. 1867 erbte er den Titel als 6. Duke of Northumberland und war damit bis zu seinem Tod Mitglied des House of Lords. Er fungierte darüber hinaus von 1877 bis 1899 als Lord Lieutenant der Grafschaft Northumberland sowie zwischen 1878 und 1880 als Lordsiegelbewahrer.

## Leben

### Familiäre Herkunft und Geschwister
Algernon George Percy stammte aus dem Adelsgeschlecht der Percy. Er war das dritte Kind und der älteste Sohn von George Percy, der zwischen 1799 und 1830 Abgeordneter des Unterhauses war sowie  1830 von seinem Vater Algernon Percy, 1. Earl of Beverley den Titel als 3. Earl of Beverley erbte und somit Mitglied des Oberhauses wurde, sowie dessen Ehefrau Louisa Harcourt Stuart-Wortley. Sein Vater erbte darüber hinaus 1865 von seinem kinderlos verstorbenen Cousin Algernon Percy, 4. Duke of Northumberland den Titel als 5. Duke of Northumberland.
Seine älteste Schwester Lady Margaret Percy war mit Edward Richard Littleton, der von 1847 bis 1857 mit einer Unterbrechung ebenfalls Mitglied des House of Commons war und 1863 nach dem Erbe des Titels als 2. Baron Hatherton, of Hatherton in the County of Staffordshire auch Mitglied des House of Lords wurde. Seine zweitälteste Schwester Lady Louisa Percy verstarb dagegen unverheiratet.
Sein jüngerer Bruder Lord Josceline William Percy war von 1852 bis 1859 auch Abgeordneter des Unterhauses und mit Margaret Davidson, der Witwe des Politikers Robert Grant, verheiratet. Sein jüngster Bruder war der mit dem Victoria-Kreuz ausgezeichnete Lord Henry Percy, der als Offizier an den Rebellionen von 1837 und am Krimkrieg teilnahm, zuletzt zum Generalleutnant befördert wurde sowie zwischen 1865 und 1868 auch Mitglied des House of Commons war.
Er selbst absolvierte seine schulische Ausbildung am renommierten Eton College und trat danach seinen Militärdienst bei den Grenadier Guards an, aus dem er 1837 als Hauptmann ausschied.

### Unterhausabgeordneter und Generalzahlmeister
Zwischenzeitlich wurde Percy am 2. Mai 1831 als Kandidat der konservativen Tories erstmals zum Mitglied des House of Commons gewählt und vertrat in diesem bis zum 10. Dezember 1832 den Wahlkreis Bere Alston. 
20 Jahre später, am 7. Juli 1852, wurde er für die Conservative Party gegen den Whig-Mandatsinhaber George Grey abermals zum Abgeordneten des Unterhauses gewählt und vertrat in diesem nunmehr bis zum 11. Juli 1865 den Wahlkreis North Northumberland.
Während dieser Zeit bekleidete er während der Amtszeit von Premierminister Edward Smith-Stanley, 14. Earl of Derby vom 20. Februar 1858 bis zum 3. März 1859 sein erstes Regierungsamt als Lord der Admiralität (Civil Lord of the Admiralty). Danach übernahm er am 3. März 1859 im Rahmen einer Kabinettsumbildung von Richard Hely-Hutchinson, 4. Earl of Donoughmore das Amt als Generalzahlmeister (Paymaster General), während Frederick Lygon sein Amt als Lord of the Admiralty übernahm. Daneben war das Amt des Generalzahlmeisters mit dem des Vize-Handelsministers (Vice-President of the Board of Trade) verbunden, die er beide bis zum 11. Juni 1859 ausübte. Darüber hinaus wurde er zum Mitglied des Privy Council (PC) berufen.

### Oberhausmitglied, Freimaurer und Lord Lieutenant der Grafschaft Northumberland
Nach dem Tode seines Vaters erbte Lord Lovaine am 21. August 1867 die Titel als 6. Duke of Northumberland sowie die nachgeordneten Titel als 6. Earl Percy, 3. Earl of Beverley, in the County of Yorkshire, 4. Lord Lovaine, Baron of Alnwick, in the County of Northumberland sowie als 9. Baronet Smithson, of Stanwick, in the County of Yorkshire und war dadurch auch bis zu seinem Tode Mitglied des House of Lords. 
Er engagierte sich bei den Freimaurern und war zwischen 1869 und 1886 Provincial Grand Master of Northumberland Freemasons. 1870 erwarb er einen Doktor der Rechte LL.D. (Doctor of Laws) am St John’s College der University of Cambridge. Des Weiteren fungierte er von 1873 bis zu seinem Tod 1899 als Präsident der Royal Institution of Great Britain, die sich wissenschaftlicher Ausbildung und der Forschung widmet.
1877 wurde der Duke of Northumberland Nachfolger von Henry Grey, 3. Earl Grey als Lord Lieutenant von Northumberland und bekleidete diese Funktion als Vertreter von Königin Victoria in dieser Grafschaft bis zu seinem Tod 1899. Nachfolger wurde daraufhin Albert Grey, 4. Earl Grey.

### Lordsiegelbewahrer und sonstige Ämter
Am 4. Februar 1878 wurde er von Premierminister Benjamin Disraeli, 1. Earl of Beaconsfield zum Lordsiegelbewahrer (Lord Privy Seal) in dessen zweiter Regierung berufen und übernahm damit ein Amt, das Premierminister Disraeli bisher selbst bekleidet hatte. Er bekleidete dieses Regierungsamt bis zum 21. April 1880.
Der Duke of Northumberland, der zeitweilig auch Friedensrichter (Justice of the Peace) und Deputy Lieutenant der Grafschaft Surrey war, engagierte sich in zahlreichen weiteren Organisationen und war unter anderem Präsident der Seenotrettungsorganisation RNLI (Royal National Lifeboat Institution). 1882 erwarb er zudem einen Doktor des Zivilrechts D.C.L. (Doctor of Civil Law) an der University of Durham und wurde 1883 Fellow der Society of Antiquaries of London (FSA). Darüber hinaus bekleidete er zwischen 1883 und 1892 die Funktion des Präsidenten des Royal Archaeological Institute.
1885 wurde der Duke of Northumberland als Knight Companion in den Hosenbandorden aufgenommen.

### Ehe und Nachkommen

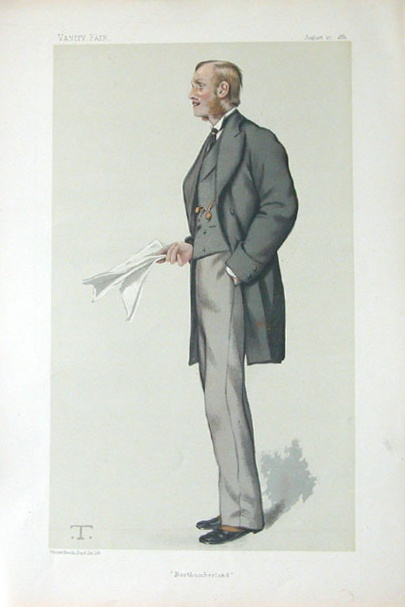
Henry George Percy, Earl Percy, der erste und älteste Sohn von Algernon George Percy, 6. Duke of Northumberland (Karikatur in der Zeitschrift Vanity Fair vom 27. August 1881)

Algernon George Percy war seit dem 26. Mai 1845 mit Louisa Drummond verheiratet, eine Tochter des Bankiers und zeitweiligen Unterhausabgeordneten Henry Drummond sowie dessen Ehefrau Lady Henrietta Hay Drummond, die eine Tochter von Robert Hay-Drummond, 10. Earl of Kinnoull war, der 1796 bis 1804 das Amt des Lord Lyon King of Arms bekleidete.
Aus dieser Ehe gingen zwei Söhne hervor. Der älteste Sohn Henry George Percy war zwischen 1868 und 1885 ebenfalls für die Conservative Party Mitglied des House of Commons und fungierte zwischen 1874 und 1875 in der zweiten Regierung von Premierminister Disraeli als Treasurer of the Household. Henry Percy erbte bereits zu Lebzeiten seines Vaters 1885 den Titel als 5. Lord Lovaine, Baron of Alnwick, in the County of Northumberland, so dass er aufgrund dieser Writ of acceleration genannten Regel bereits Mitglied des House of Lords wurde. Er erbte nach dem Tod des 6. Duke of Northumberland 1899 den Titel als 7. Duke of Northumberland sowie die nachgeordneten Titel. Daneben war er wie sein Vater von 1899 bis zu seinem Tod Präsident der Royal Institution of Great Britain, zwischen 1904 und 1918 Lord Lieutenant von Northumberland sowie von 1913 bis 1918 auch Kanzler der Universität Durham. Ferner wurde auch er 1899 Ritter des Hosenbandordens.
Der jüngere Sohn Lord Algernon Malcolm Arthur Percy vertrat von 1882 bis 1887 gleichfalls die konservativen Tories als Abgeordneter im Unterhaus und bekleidete zwischen 1910 und 1911 das Zeremonialamt des High Sheriff von Warwickshire.